# Portail du patrimoine oral
 (septembre 2014).

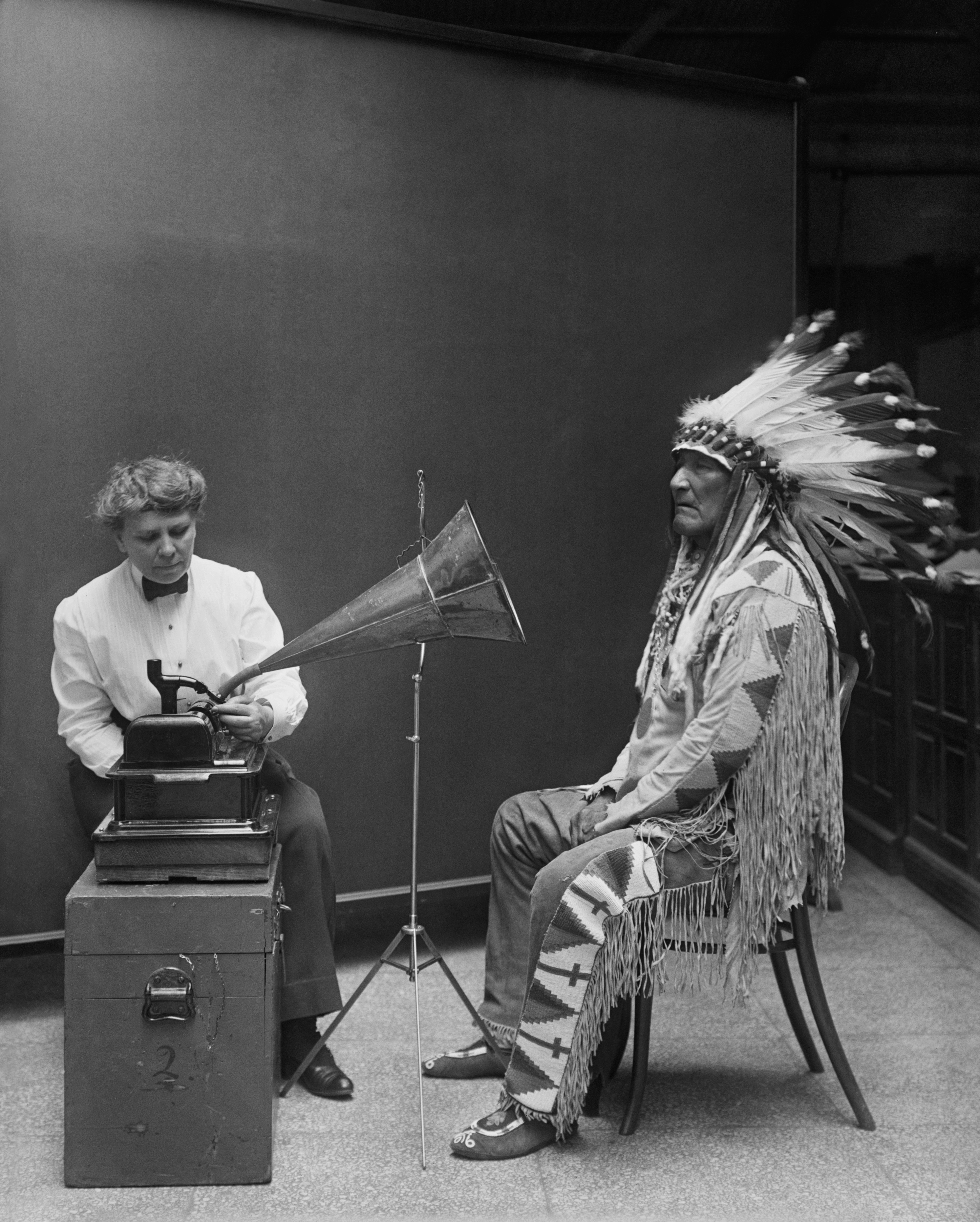
Frances Densmore enregistrant un chef indien sur un phonographe à cylindre en 1916.

Le Portail du patrimoine oral a pour but de rassembler, sur le territoire français, les archives sonores et audiovisuelles qui traitent de patrimoine culturel immatériel, aussi appelé patrimoine oral ou patrimoine vivant.

## Objectifs
Le Portail du patrimoine oral est une bibliothèque numérique qui permet de repérer et d'écouter des documents inédits, sonores ou audiovisuels, enregistrés sur le terrain, tels que des chansons, des contes, de la musique, de la danse, des récits de vie, des anecdotes, des témoignages, etc., collectés à partir des années 1900.
Ce portail rassemble une partie des archives des patrimoines vivants qui se pratiquent sur le territoire français, issus de différents groupes ou communautés présents sur le territoire français. 

## Historique
Plusieurs centres de ressources détenteurs de collections sonores et audiovisuelles dans le domaine de l’oralité se sont réunis au sein de la Fédération des associations de musiques et danses traditionnelles (FAMDT). Ils ont constitué un réseau pour sauvegarder, documenter, valoriser les documents collectés en région. Les membres de ce réseau travaillent ensemble lors des commissions « documentation » de la fédération. Depuis 1999, la FAMDT est pôle associé de la Bibliothèque nationale de France (BnF) sur les archives orales inédites. Le Portail du patrimoine oral a été lancé en 2011, avec le soutien de la BnF.

## Contributeurs
- AMTA - Agence des musiques des territoires d’Auvergne
- CMTRA - Centre des Musiques Traditionnelles Rhône-Alpes
- COMDT - Centre occitan des musiques et danses traditionnelles - Midi-Pyrénées
- CRMT - Centre régional des musiques traditionnelles en Limousin
- Dastum - Archives du patrimoine oral de Bretagne
- La Loure - Musiques et traditions orales de Normandie
- MPO - Maison du patrimoine oral - Bourgogne
- MMSH - Phonothèque de la Maison Méditerranéenne des Sciences de l'Homme - Provence-Alpes-Côte d'Azur
- Mùsic - CIMP - MÙSIC le Centre international de musique populaire - Catalogne
- UPCP-Métive/CERDO (Centre d’études, de recherche et de documentation sur l’oralité) - Poitou-Charentes-Vendée

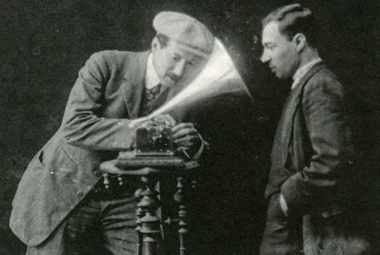
Joel Engel enregistrant des chansons traditionnelles juives.

## Technologies utilisées
Le Portail du patrimoine oral, est conçu avec les technologies open source de PKP - Public Knowledge Project. Le principe de ce portail est d'effectuer une collecte (« moissonnage ») à partir de bases de données déjà en ligne.
Le moissonnage est réalisé via le protocole OAI-PMH, Open Archives Initiative Protocol for Metadata Harvesting (Initiative pour les archives ouvertes - protocole pour un moissonnage de métadonnées). Cette technologie s’applique à moissonner des métadonnées (données sur les données).
Le traitement documentaire de ces archives s’appuie sur le guide « Patrimoine culturel immatériel - Traitement documentaire des archives sonores et audiovisuelles inédites - Le guide des pratiques des centres de ressources de la FAMDT - 2014 », ce qui facilite l’interopérabilité entre les catalogues. Les métadonnées des différents partenaires sont ensuite moissonnées et affichées au format Dublin Core, standard international.